# Forsterinaria pyrczi
Forsterinaria pyrczi is een vlinder uit de onderfamilie Satyrinae van de familie Nymphalidae.
De voorvleugellengte  van de imago bedraagt 25 tot 26 millimeter. De soort komt voor in Ecuador en mogelijk ook in Colombia en het uiterste noorden van Peru.
De wetenschappelijke naam van de soort is voor het eerst geldig gepubliceerd door Peña & Lamas in 2005.